# Bača pri Modreju
Bača pri Modreju este o localitate din comuna Tolmin, Slovenia, cu o populație de 153 de locuitori.